# Convolvulaceae
Le Convolvulacee  (Convolvulaceae Juss., 1789) sono una famiglia di piante dicotiledoni che raggruppa circa 60 generi e circa 1300 specie.
In Italia sono presenti 6 generi (Cuscuta, Cressa, Dichondra, Calystegia, Convolvulus, Ipomoea).

## Descrizione
I fiori sono ermafroditi, attinomorfi, con calice e corolla generalmente pentameri. Gli stami sono inseriti alla base della corolla. L'ovario è supero. Il frutto può essere una capsula, una bacca o una noce, tutti contenenti solo due semi per loggia.
Le foglie sono semplici e alterne, senza stipole. In Cuscuta, una specie parassita, sono ridotte a squame.
Nella flora italiana sono comprese piante erbacee rampicanti

## Biologia
L'impollinazione è entomofila, attuata dalle farfalle.

## Tassonomia
La famiglia comprende i seguenti generi:
- Aniseia Choisy
- Argyreia Lour.
- Astripomoea A.Meeuse
- Bonamia Thouars
- Calycobolus Willd. ex Schult.
- Calystegia R.Br.
- Camonea Raf.
- Cardiochlamys Oliv.
- Cladostigma Radlk.
- Convolvulus L.
- Cordisepalum Verdc.
- Cressa L.
- Cuscuta L.
- Daustinia Buril & A.R.Simões
- Decalobanthus Ooststr.
- Dichondra J.R.Forst. & G.Forst.
- Dicranostyles Benth.
- Dinetus Buch.-Ham. ex D.Don
- Dipteropeltis Hallier f.
- Distimake Raf.
- Duperreya Gaudich.
- Ericybe Roxb.
- Evolvulus L.
- Falkia Thunb.
- Hewittia Wight & Arn.
- Hildebrandtia Vatke
- Humbertia Lam.
- Hyalocystis Hallier f.
- Ipomoea L.
- Itzaea Standl. & Steyerm.
- Jacquemontia Choisy
- Lepistemon Blume
- Lepistemonopsis Dammer
- Lysiostyles Benth.
- Maripa Aubl.
- Merremia Dennst. ex Endl.
- Metaporana N.E.Br.
- Nephrophyllum A.Rich.
- Neuropeltis Wall.
- Neuropeltopsis Ooststr.
- Odonellia K.R.Robertson
- Operculina Silva Manso
- Paralepistemon Lejoly & Lisowski
- Petrogenia I.M.Johnst.
- Polymeria R.Br.
- Porana Burm.f.
- Poranopsis Roberty
- Rapona Baill.
- Remirema Kerr
- Rivea Choisy
- Seddera Hochst.
- Stictocardia Hallier f.
- Stylisma Raf.
- Tetralocularia O'Donell
- Tridynamia Gagnep.
- Wilsonia R.Br.
- Xenostegia D.F.Austin & Staples

## Usi
Le foglie e le radici tuberizzate di alcune specie vengono utilizzate come alimenti (ad esempio patate dolci e spinaci d'acqua) e i semi vengono sfruttati per il loro valore medicinale come purganti. Alcune specie contengono alcaloidi ergotinici che sono probabilmente responsabili dell'uso di queste specie come ingredienti psichedelici (ad es. Ololiuhqui). La presenza di alcaloidi ergotinici in alcune specie di questa famiglia è dovuta all'infezione da funghi legati al genere Claviceps.
Molte sono usate a scopo ornamentale e specie diverse vengono commercializzate con la dicitura generica "Bella di giorno"; alcune specie esotiche (come ad esempio Humbertia madagascariensis) sono legnose e sfruttate per il legno.